# Amerila sanguinota
Amerila sanguinota là một loài bướm đêm thuộc phân họ Arctiinae, họ Erebidae.